# راندي كرافت
راندي كرافت (بالإنجليزية: Randy Steven Kraft) هو عسكري وسجين أمريكي، ولد في 19 مارس 1945 في لونغ بيتش في الولايات المتحدة.